# Raúl Alfonsín
Raúl Ricardo Alfonsín (12 tháng 3 năm 1927 - ngày 31 tháng 3 năm 2009) là một luật sư, chính trị gia và chính khách người Argentina. Ông đã làm Tổng thống Argentina từ ngày 10 tháng 12 năm 1983 đến ngày 08 tháng 7 năm 1989. Alfonsín là tổng thống được bầu cử dân chủ đầu tiên của Argentina sau khi chính phủ quân sự được gọi là Tiến trình Tái tổ chức Quốc gia. Ông đã được trao giải Hoàng tử Asturias cho Hợp tác quốc tế trong năm 1985, ngoài ra còn nhận được nhiều sự công nhận khác.
Alfonsín sinh ra tại thành phố Chascomús, ở phía đông tỉnh Buenos Aires, trong gia đình Ana María Foulkes và Raúl Serafín Alfonsín, và lớn lên trong đức tin Công giáo La Mã. Sau khi học tiểu học của ông, ông theo học tại Trường Quân sự Tướng San Martín, nơi ông tốt nghiệp sau năm năm, quân hàm thiếu úy. Ông trở thành liên kết với Liên minh cấp tiến ôn hòa Civic (UCR) vào năm 1945 trong khi vai trò tích cực trong nhóm cải cách, đổi mới phong trào không khoan nhượng. Ông theo học tại Đại học Buenos Aires Luật Trường, nơi ông tốt nghiệp vào năm 1950 và trở về Chascomús làm luật sư. Ông kết hôn với María Lorenza Barreneche cùng năm đó.
Alfonsín thành lập một tờ báo địa phương (El Imparcial) và được bầu vào hội đồng thành phố vào năm 1951Tổng thống Argentina.